# SN 2009kn
SN 2009kn – supernowa typu IIn odkryta 26 października 2009 roku w galaktyce M-03-21-06. W momencie odkrycia miała maksymalną jasność 16,60m.